# Conor Husting
Conor Husting, né le 9 mars 2000, est un acteur américain.

## Biographie

### Carrière
Il est notamment connu pour ses rôles dans Le Prince de Peoria et Ashley Garcia : géniale et amoureuse.

## Filmographie

### Cinéma
- 2018 : Almost Home de Jessica Blank et Erik Jensen : Brenda (voix)
- 2021 : Let Us In (en) de Craig Moss : Tobey
- 2022 : Hollywood Stargirl de Julia Hart : Pedro

### Télévision
- 2018–2019 : Le Prince de Peoria (en) (Prince of Peoria) : Tanner (6 épisodes)
- 2019 : Papa a un plan (Man with a Plan) : un ado
- 2020 : Intercomédies : Un événement sportif (en) (Game On: A Comedy Crossover Event) : Tad Cameron
- 2020 : Ashley Garcia : géniale et amoureuse (The Expanding Universe of Ashley Garcia) : Tad Cameron (15 épisodes)
- 2021 : Punky Brewster (en) : Sean (4 épisodes)[1]
- 2021 : On My Block : Jaxon (2 épisodes)
- 2021–2022 : iCarly : Beau (3 épisodes)[2]
- 2022 : Boo, Bitch : Jake W.[3]